# Троїцький костел (Ліщин)
Троїцький костел або Костел Святої Трійці — парафіяльний костел в селі Ліщин Житомирського району Житомирської області. 
Визначна пам'ятка сакральної архітектури в Україні початку XIX століття, яку вважають останнім взірцем бароко в Україні.

## Історія
Костел із мурованою дзвіницею збудовано у 1805 року коштом стольника перемишльського Юзефа Поляновського (родина Поляновських здійснювала патронат місцевої парафії) та був освячений у 1806 році прелатом Руддіхом. 
Після завершення оздоблювальних робіт і відповідного оснащення храм був освячений єпископом Каспером Боровським, що сталося між 1848 та 1869 роками. 
У першій половині XIX століття парафія нараховувала близько 500 вірян — у 1829 році костел мав 520 парафіян. В другій половині XIX століття їх кількість перевищувала 800 осіб. 
Парафія мала філіальну каплицю в Іванкові — спочатку дерев’яну, яку згодом замінили на муровану.

У V томі Географічного словника Королівства Польського та інших слов'янських країн, виданого у 1884 році, об’єкт описується наступним чином:
[...] мурований костел, заснований у 1805 році під патронатом Святої Трійці Юзефом Поляновським, перемишльським стольником; освячений єпископом Боровським. Римсько-католицька парафія V класу Житомирського деканату налічує 808 душ і каплицю в Іванкові.
За совєтської влади костел зачинили, а всередині облаштували склад. Віряни намагались домогтися повернення святині в 1990-х роках, однак відновлення велось повільно.
Існує легенда, яка розповідає, що коли совєтська влада зафарбовувала ікону Ісуса в костелі, то на ранок уся фарба постійно стікала.
Станом на 2020-ті роки храм зберігся у занедбаному стані, хоча саму будівлю не зруйновано. 

## Архітектура
Костел, зведений у стилі пізнього бароко, має конструкцію цегляної базиліки з трьома навами, де бічні нави значно нижчі за центральну. Головний фасад оздоблений горизонтальним рустом і виконаний у доричному ордері. 

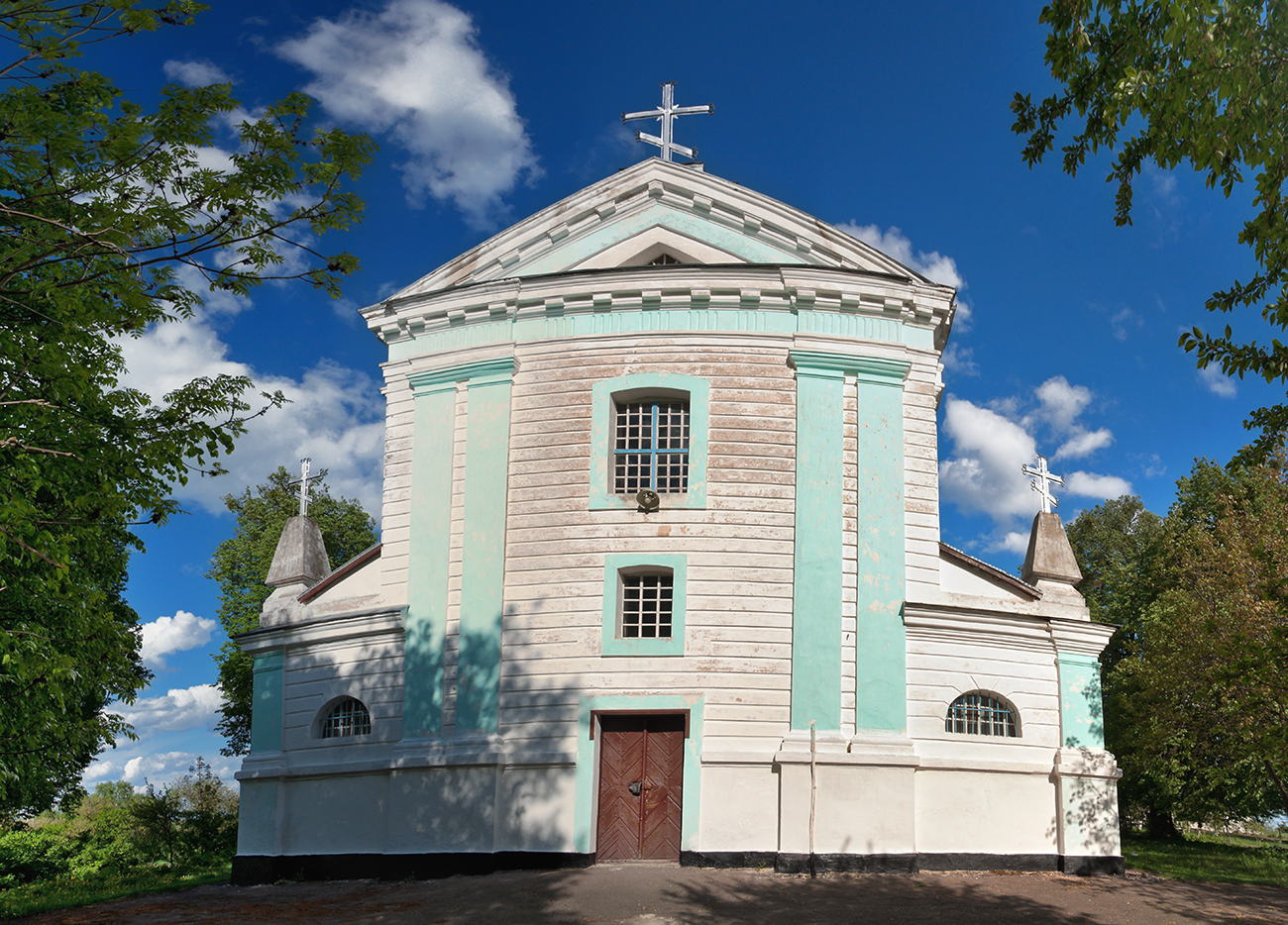
Фасад костелу

Його прикрашають парні пілястри, які спираються на цоколь і підтримують доричний антаблемент. Завершує фасад трикутний фронтон, прикрашений декоративними вазами по кутах. Симетричність композиції підкреслюється масивними обелісками, що розміщені на кутах бічних нав. Центральну наву освітлюють великі прямокутні вікна, тоді як у бічних нав вікна мають напівциркульну форму. Склепіння над центральною навою — напівциркульні з розпалубками, а в бічних нав — хрещаті. Внутрішнє оформлення інтер’єру витримане в іонічному ордері.

## Галерея

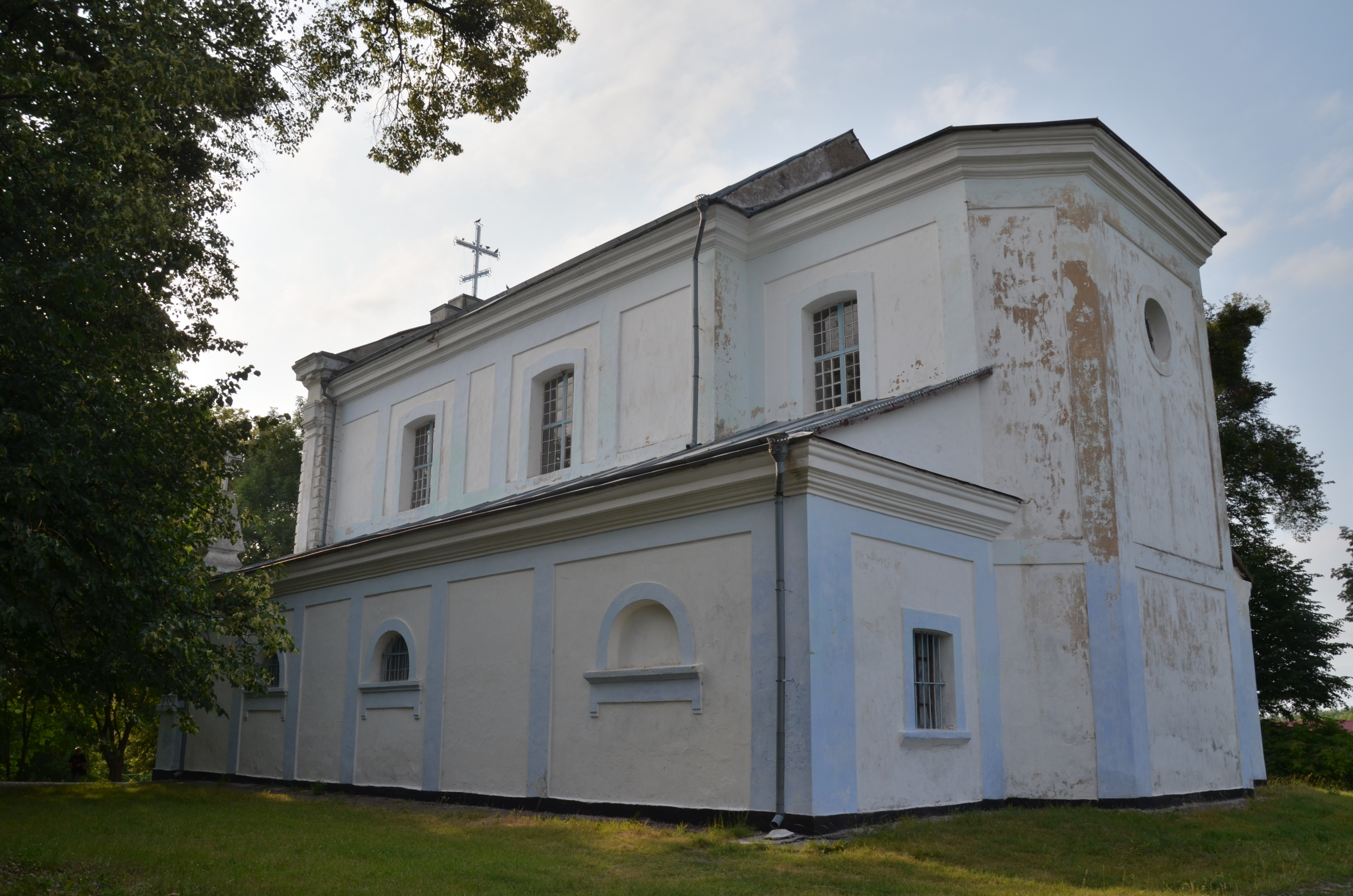
Мур
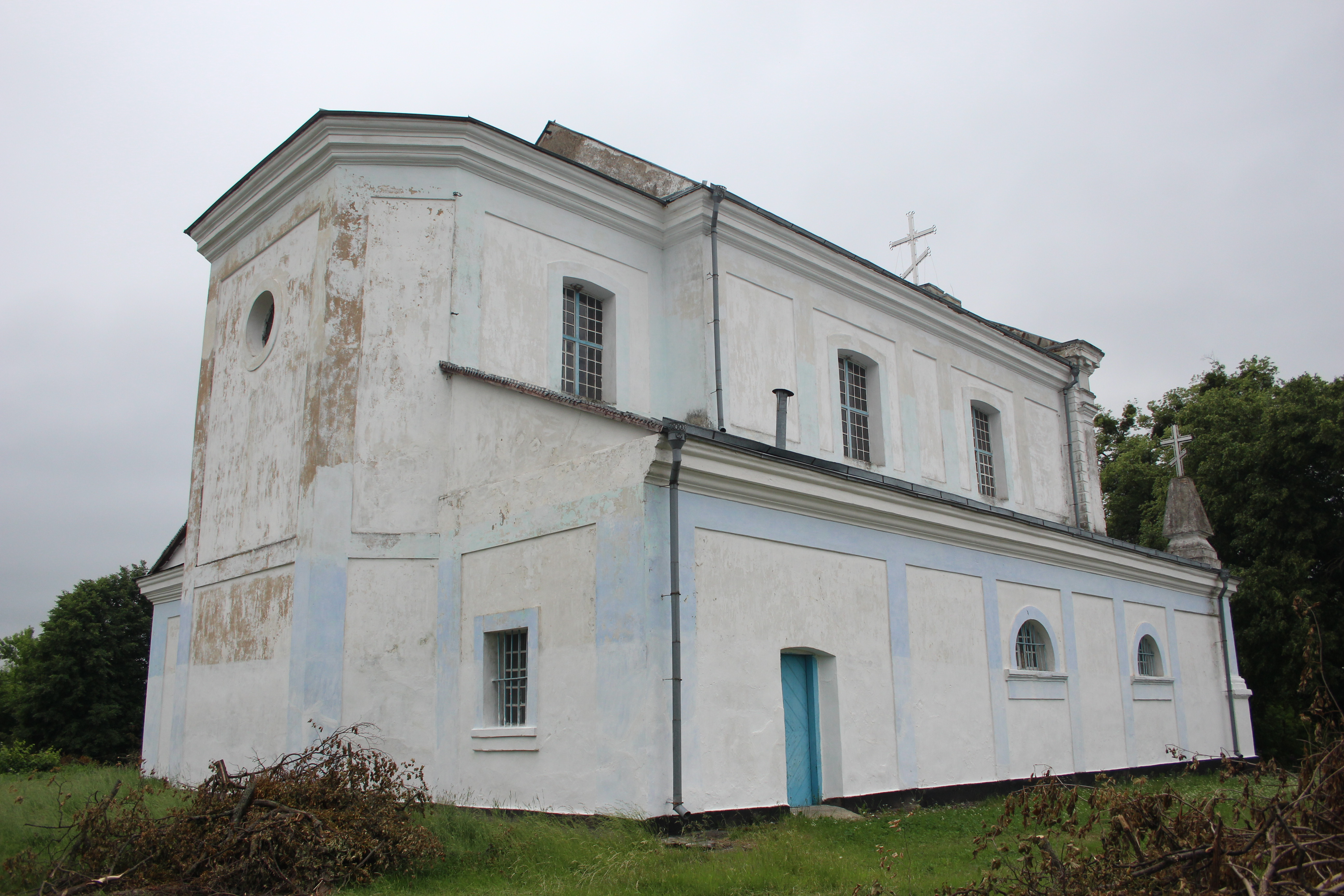
Мур
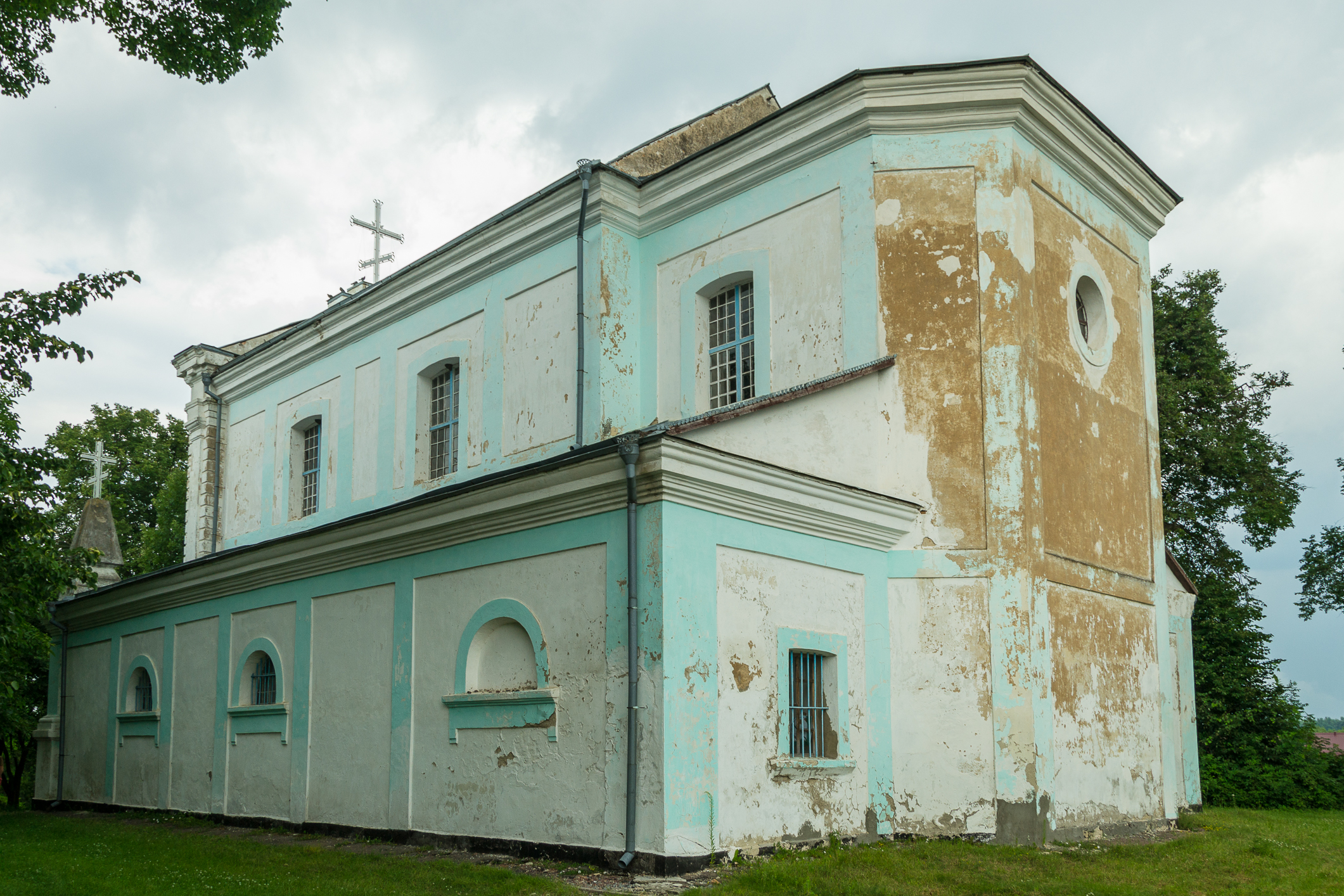
Мур
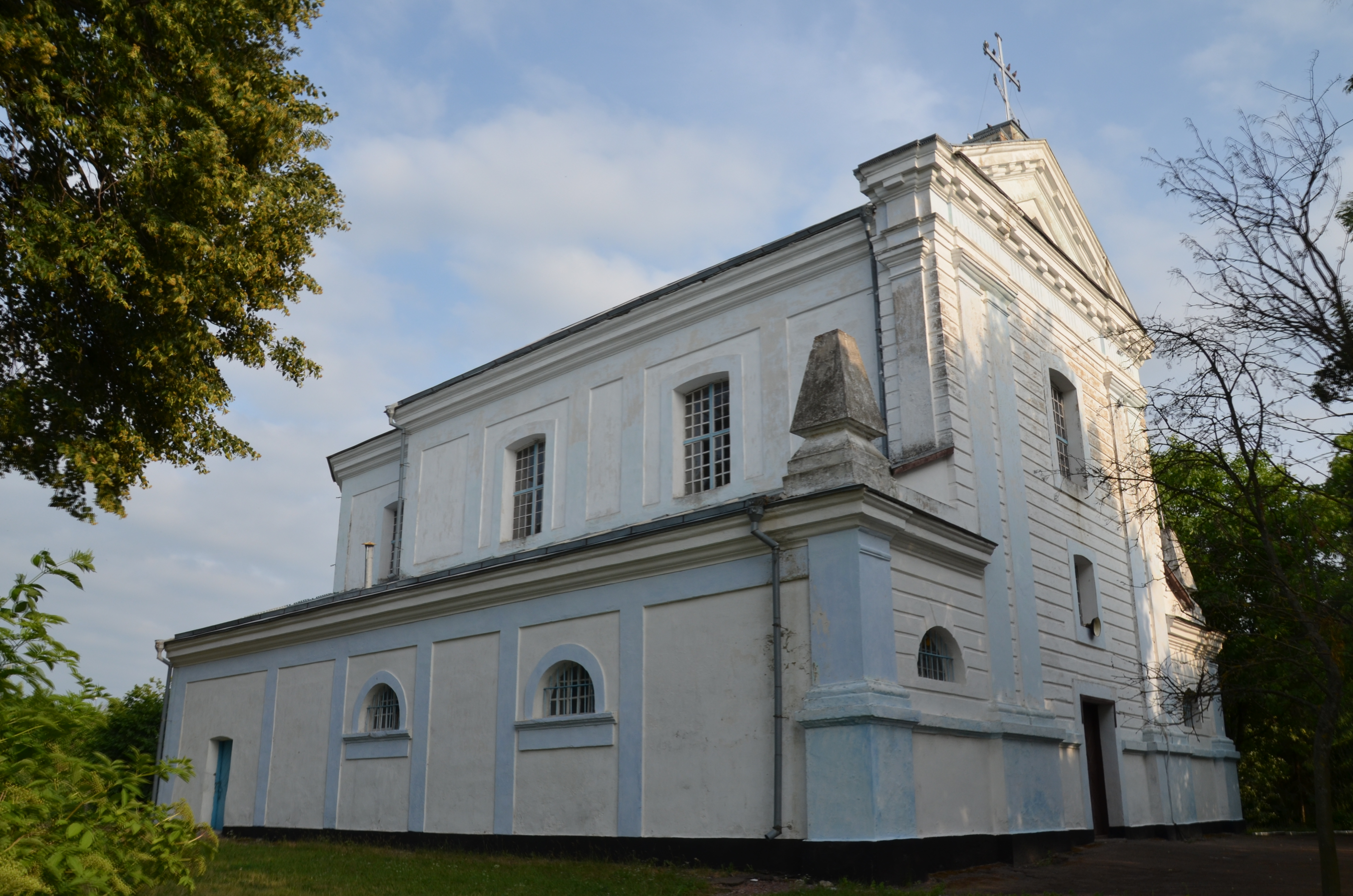
Мур
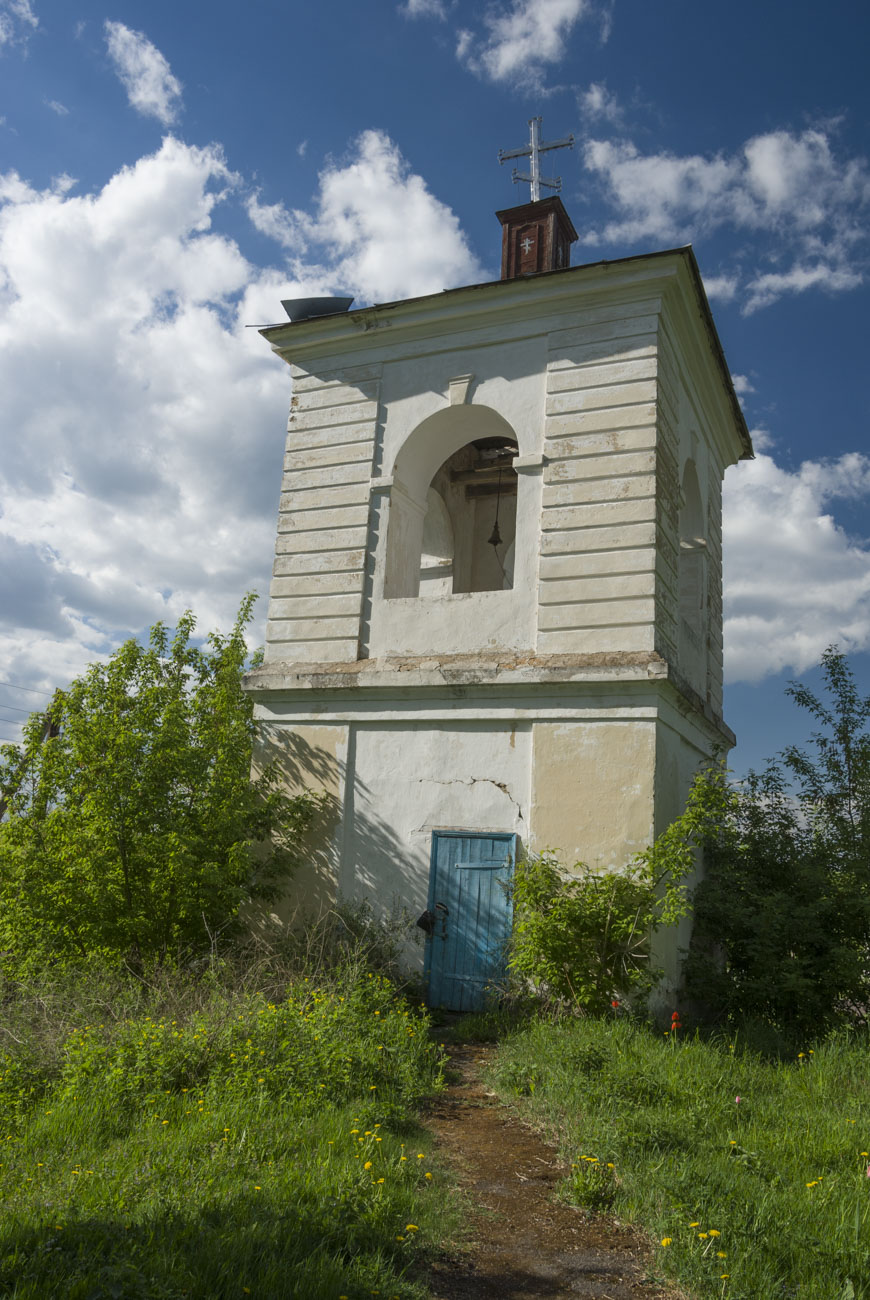
Дзвіниця Троїцького костелу
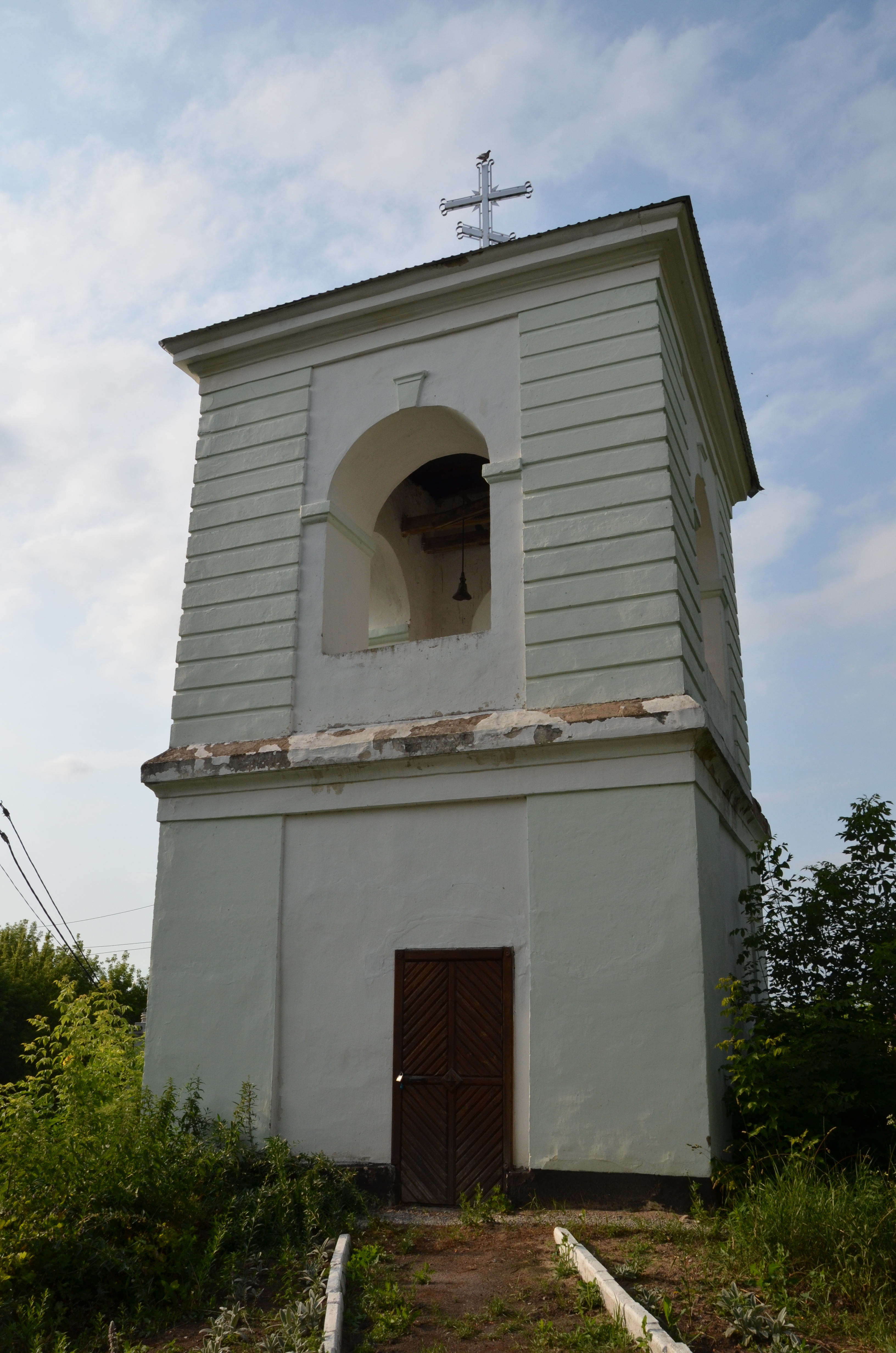
Дзвіниця Троїцького костелу
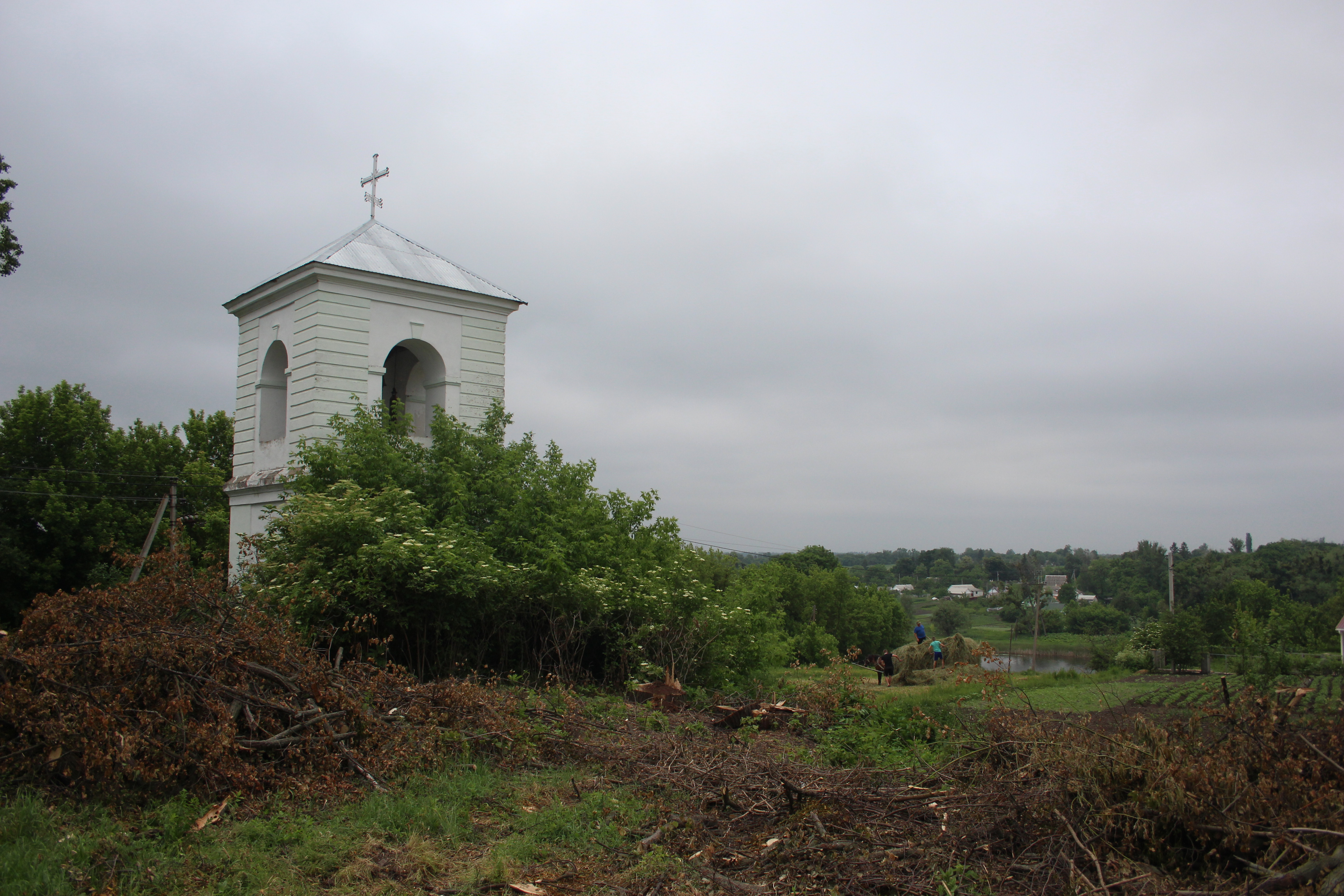
Дзвіниця Троїцького костелу